# 16.º Exército (Alemanha)
A 16ª Exército (em alemão:16. Armee) foi um exército de campo alemão durante a Segunda Guerra Mundial.

## Comandantes
| Comandante                                                                | Data                                            |
| ------------------------------------------------------------------------- | ----------------------------------------------- |
| Generalfeldmarschall Ernst Busch                                          | 23 de outubro de 1939 - 30 de outubro de 1943   |
| General der Artillerie Christian Hansen                                   | 30 de outubro de 1943 - 3 de julho de 1944      |
| General der Infanterie Paul Laux                                          | 3 de julho de 1944 - 30 de agosto de 1944 (WIA) |
| Generaloberst Carl Hilpert                                                | 1 de setembro de 1944 - 15 de março de 1945     |
| General der Infanterie Ernst-Anton von Krosigk                            | 15 de março de 1945 - 16 de março de 1945 (KIA) |
| General der Gebirgstruppe Friedrich-Jobst Volckamer von Kirchensittenbach | 16 de março de 1945 - 8 de maio de 1945         |

## Chiefs of Staff
| Generalleutnant Walther Model          | 25 de outubro de 1939 - 13 de novembro de 1940 |
| Oberst Rolf Wuthmann                   | 15 de novembro de 1940 - 16 de janeiro de 1942 |
| Generalmajor Hans Boeckh-Behrens       | 16 de janeiro de 1942 - 1 de julho de 1943     |
| Generalmajor Paul Reinhold Herrmann    | 1 de julho de 1943 - 29 de outubro de 1944     |
| Generalmajor Curt-Ulrich von Gersdorff | 30 de outubro de 1944 - 8 de maio de 1945      |

## Oficiais de operações
| Oberst Hans Boeckh-Behrens   | 23 de outubro de 1939 - 15 de janeiro de 1942  |   |
| Oberst Kurt Brandstädter     | 16 de janeiro de 1942 - 1 de maio de 1943      |   |
| Major Hanns-Horst von Necker | 1 de maio de 1943 - 5 de dezembro de 1943      |   |
| Oberstleutnant Kurt Hartmann | 5 de dezembro de 1943 - 30 de agosto de 1944]] | 3 |
| Major Siegfried Ettwein      | agosto de 1944 - setembro de 1944              |   |
| Oberstleutnant Albert Bach   | 10 de setembro de 1944 - abril de 1945         |   |
| Major Gerhard Thunich        | abril de 1945 - maio de 1945                   |   |